# Ministère du Centre
 (novembre 2024).
Si vous disposez d'ouvrages ou d'articles de référence ou si vous connaissez des sites web de qualité traitant du thème abordé ici, merci de compléter l'article en donnant les références utiles à sa vérifiabilité et en les liant à la section « Notes et références ».
Le ministère du Centre (中務省, Nakatsukasa-shō) est une division du gouvernement de la cour impériale de Kyoto. Institué pendant la période Asuka et formalisé durant l'époque de Heian, le ministère est remplacé au cours de l'ère Meiji.
Il a à sa tête le ministre du Centre, ou naidaijin.